# 촌철살인
"촌철살인"은 2011년에 개봉한 대한민국의 영화이다.

## 캐스팅
런던유학생 리차드
- 박근록 : 동석 역
- 박주환 : 태인 역
- 김도현 : 사무장 역
- 김유진 : 태인애인 역
- 신대성 : 동석친구들 역
- 이호협 : 동석친구들 역
- 이동훈 : 동석친구들 역
- 조명기 : 동석친구들 역
- 최준혁 : 동석친구들 역
- 김용관 : 동석친구들 역
- 권지영 : 여직원 역
- 최정윤 : 여직원 역
- 권명화 : 여직원 역
- 나상진 : 웨이터 역
- 정세아 : 웨이터 역
- 방우리 : 강남녀 역
- 박운아 : 강남녀 역
- 이미지 : 강남녀 역
- 이혜연 : 강남녀 역
- 김영화 : 강남녀 역
- 박정호 : 골프남 역
- 이복규 : 골프남 역

백년해로외전
- 이종필 : 김혁근 역
- 한예리 : 성차경 역
- 유형근 : 조무사친구 역
- 최은아 : 차경언니 역
- 강민석 : 편의점 점장 역
- 서지은 : 여고생 역
- 이윤상 : 여고생 아버지 역
- 전일범 : 경찰 역
- 박혜진 : 엄마 역
- 오창민 : 손님 역
- 박라영 : 간호사 1 역
- 이예든 : 간호사 2 역
- 조난식 : 노인 역
- 강승표 : 의사 역
- 양지민 : 소녀 1 역
- 김혜인 : 소녀 2 역
- 오채진 : 여중생 역
- 임희라 : 박씨여자 1 역
- 박라영 : 박씨여자 2 역
- 한상범 : 편의점 남자 역
- 임유진 : 편의점 여자 역
- 현숙행 : 청소하는 아줌마 역

유숙자
- 엄태구 : 만식 역
- 박민영 : 예니 역